# Мерзлов, Анатолий Алексеевич
Анатолий Алексеевич Мерзлов (24 февраля 1954 года, с. Прудские Выселки, Михайловский район, Рязанская область — 31 июля 1972 года) — механизатор совхоза им. Чапаева Михайловского района Рязанской области.
Погиб при спасении урожая и сельскохозяйственной техники.

## Подвиг
17 июля 1972 года во время жатвы, когда на пшеничном поле от аномальной жары возник пожар, молодой тракторист попытался спасти трактор, на котором работал. При этом он получил ожоги, несовместимые с жизнью, и через тринадцать дней скончался.
Указом Президиума Верховного Совета СССР от 13 декабря 1972 года А. А. Мерзлов посмертно награждён орденом «Знак Почёта» за отвагу и мужество, проявленные при спасении народного добра.
Константин Симонов писал об этом трагическом событии в газете «Комсомольская правда»:

То самообладание, которое Анатолий Мерзлов проявил в первые страшные минуты и с которым он тринадцать суток боролся со смертью, не отчаиваясь, не жалуясь, за все время — ни при отце, ни при матери, ни при враче, ни при товарищах, ни при жене — не проронив ни одного жалобного слова, задним числом убеждало меня в том, что смертельный риск, на который пошел Мерзлов, спасая свой трактор, не был просто вспышкой мальчишеской отчаянности, мгновенным бездумным взрывом.

В одном я внутренне уверен: в те секунды, когда Мерзлов бросился спасать свой трактор, этот трактор был для него какой-то частицей его страны, или еще точнее: его отношение к своему трактору было какой-то частицей его отношения к своей стране.

## Награды
- Занесен в книгу Почёта ЦК ВЛКСМ
- Орден «Знак Почёта»

## Память
- Именем Анатолия Мерзлова названо профессиональное училище № 25 г. Михайлова, где он когда-то учился.
- Имя Анатолия Мерзлова носила комсомольская дружина средней общеобразовательной школы № 4 Центрального района города Красноярска.
- Во дворе училища на постаменте поставлен трактор Анатолия.
- В середине 70-х Марк Фрадкин и В. Штормов написали песню, посвящённую подвигу Анатолия Мерзлова «Баллада о спасенном хлебе». Песню исполняли Людмила Зыкина, Эдита Пьеха и ВИА «Пламя».
- В советские времена Валерий Гаврилин в честь Анатолия Мерзлова создал вокально-инструментальный цикл «Земля» на стихи А. Шульгиной, включавший следующие части: Вступление, Память, Окоп, Хлеб, Ветерок, Колыбельная, Земля, Мама, Заключение[2]. Песня «Мама» из этого цикла исполнялась также отдельно Эдуардом Хилем, Людмилой Сенчиной, а также Большим детским хором Всесоюзного радио и Центрального телевидения и его солисткой Маргаритой Суханкиной.